# Тинка Курти
Тинка Курти (алб. Tinka Kurti; Сарајево, 17. децембар 1932) јесте албанскка глумица. За око 60 година рада, играла је у више од педесет дугометражних филмова и сто педесет позоришних представа. Награђена је медаљом народних уметника.

## Биографија
Рођена је у Сарајеву, Босни и Херцеговини (тадашњој Југославији). Отац јој је албанског порекла, а мајка мађарског. Била је најстарија од четворо деце. У младости се њена породица вратила у Скадар, где је провела већину свог живота и придружила се позоришту.
Године 1947. истерана је из уметничке школе, у Тирани, и никад није могла да дипломира. Међутим, то је није спречило да настави глумачку каријеру. У првој позоришној представи глумила је са шеснаест година, споредну улогу, у представи Венчање из Скадра. Од 1949. године постала је члан позоришта Милоша Ђерђа Николе у Скадру, где је глумила у преко сто двадесет представа (драма и комедија).
Курти се није ограничила само на позориште и одлучила је да се опроба и у филму. Године 1958. изабрана је за главну женску улогу у првом албанском дугометражном филму Тана. Након њега наследио је бескрајан низ филмских улога.
Два биоскопа у Тирани и Драчу добила су име по њој, као и школа у Лекбибају.
Режисер Есат Телити је 2003. године направио документарни филм Тинка у њену част.
Изјавила је: „Не бојим се старости, чак ни смрти. Али, плашим се деменције, и када тај тренутак дође, мислим да бих била мртва. Зато желим да радим".